# Thập niên 80
Thập niên 80 hay thập kỷ 80 chỉ đến những năm từ 80 đến 89.